# هانس بلوم (لاعب كرة قدم)
هانس بلوم (بالهولندية: Hans Blume)‏ هو لاعب كرة قدم هولندي، ولد في 16 نوفمبر 1887 في الهند الشرقية الهولندية، وتوفي في 1978 في ملبورن في أستراليا. شارك مع منتخب هولندا لكرة القدم.

## وصلات خارجية
- هانس بلوم على موقع ناشيونال فوتبول تيمز (الإنجليزية)